# George Meader (Politiker)

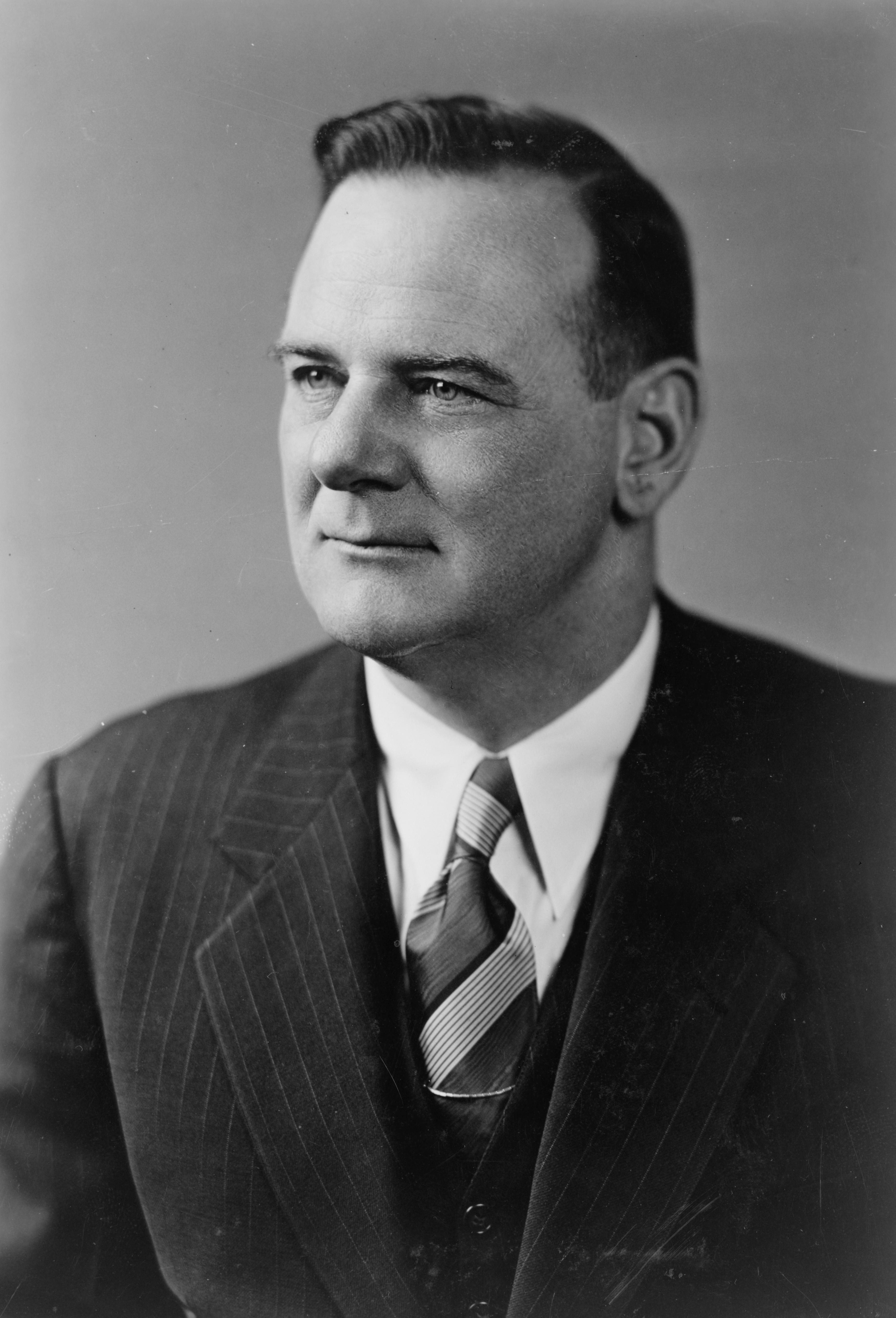
George Meader

George Meader (* 13. September 1907 in Benton Harbor, Michigan; † 15. Oktober 1994 in Ann Arbor, Michigan) war ein US-amerikanischer Politiker. Zwischen 1951 und 1965 vertrat er den Bundesstaat Michigan im US-Repräsentantenhaus.

## Werdegang
George Meader besuchte öffentliche Schulen in verschiedenen Städten Michigans. Zwischen 1923 und 1925 studierte er an der Ohio Wesleyan University und danach bis 1927 an der University of Michigan in Ann Arbor. Nach einem anschließenden Jurastudium an der gleichen Universität und seiner im Jahr 1931 erfolgten Zulassung als Rechtsanwalt begann er ab 1932 in Ann Arbor in seinem neuen Beruf zu arbeiten. Zwischen 1941 und 1943 war er Bezirksstaatsanwalt im Washtenaw County. Danach war er von 1943 bis 1947 juristischer Berater eines Ausschusses des US-Senats, der das nationale Verteidigungsprogramm überprüfte. Von 1948 bis 1950 war er Berater des Senatunterausschusses, der sich mit der Reconstruction Finance Corporation befasste.
Politisch war Meader Mitglied der Republikanischen Partei. Bei den Kongresswahlen des Jahres 1956 wurde er im zweiten Wahlbezirk von Michigan in das US-Repräsentantenhaus in Washington, D.C. gewählt, wo er am 3. Januar 1951 die Nachfolge von Earl C. Michener antrat. Nach sechs Wiederwahlen konnte er bis zum 3. Januar 1965 sieben Legislaturperioden im Kongress absolvieren. In diese Zeit fielen die Bürgerrechtsbewegung und der Beginn des Vietnamkrieges. Außerdem wurden damals der 22. und der 23. Verfassungszusatz verabschiedet.
Bei den Wahlen des Jahres 1964 unterlag George Meader dem Demokraten Weston E. Vivian. Zwischen 1965 und 1968 war er Berater des Joint Committee on the Organization of Congress. Zwischenzeitlich arbeitete er wieder als Anwalt, ehe er zwischen 1971 und 1975 noch einmal einen Kongressausschuss beriet. Dabei handelte es sich diesmal um das Joint Committee on Congressional Operations. Danach zog sich George Meader in seinen Ruhestand zurück, den er in der Bundeshauptstadt Washington verbrachte. Er starb am 15. Oktober 1994 in Ann Arbor.